# Al Robinson
Albert Robinson, detto Al (Paris, 18 giugno 1947 – Oakland, 25 gennaio 1974), è stato un pugile statunitense.

## Biografia

### Carriera sportiva
Nel 1967 vinse la medaglia di bronzo ai Giochi panamericani di Winnipeg, perdendo in semifinale contro il cubano Francisco Oduardo.
L'anno successivo partecipò ai Giochi olimpici di Città del Messico 1968 dove sconfisse in successione John Cheshire, Philippines Teogenes Pelegrino, Abdel Hady Khallaf Allah e Ivan Mihailov, raggiungendo la finale contro il messicano Antonio Roldán.
Qui dopo aver comandato per le prime due riprese, l'arbitro decise di squalificarlo per aver colpito Roldan con una testata dando la vittoria al messicano, tuttavia venne accolto il ricorso presentato dall'allenatore di Robinson consentendogli di mantenere l'argento.
Nel 1969 Robinson passò al professionismo vincendo i primi sei incontri, perdendo il settimo contro Fermin Soto e vincendo i successivi sei incontri.
Il 30 aprile 1971 ebbe un malore dopo un allenamento e cadde in un coma da cui non riprese mai conoscenza, morendo quasi tre anni dopo.

## Palmarès
- Giochi olimpici

Città del Messico 1968: argento nel pesi piuma.
- Giochi panamericani

Winnipeg 1967: